# علف دریایی

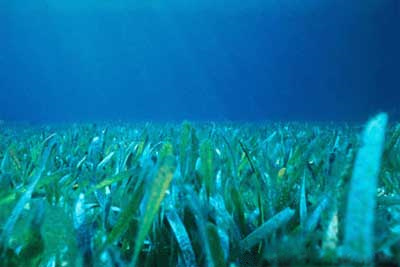
بستری از علف‌های دریایی.

علف‌های دریایی گیاهان گلدار آبزی هستند که در چهار خانواده از راسته قاشق‌واش‌سانان دسته‌بندی می‌شوند و عمدتاً در محیط‌های کاملاً شور زیر آب دریا می‌رویند. این چهار خانواده عبارتند از: درازبرگان (Posidoniaceae)، نواریان (Zosteraceae)، تخت‌قورباغه‌ایان (Hydrocharitaceae)، و گاودریایی‌علفان (Cymodoceaceae).
علف‌های دریایی در این چهار خانواده به ۱۲ سرده و در حدود ۵۸ گونه تقسیم می‌شوند.

## دسته‌بندی
| تیره                            | تصویر | سرده‌ها | توضیحات |
| ------------------------------- | --- | --- | --- |
| نواریان Zosteraceae             | تیره نواریان که به آن‌ها تیره علف دریایی نیز گفته می‌شود دو سرده و ۱۴ گونه دریازی دارد. گیاهان این تیره در آب‌های معتدل و نیمه‌گرمسیری می‌رویند و بیشترین تنوع آن‌ها در پیرامون کره و ژاپن دیده می‌شود. تعداد گونه‌ها:                                                                   | تیره نواریان که به آن‌ها تیره علف دریایی نیز گفته می‌شود دو سرده و ۱۴ گونه دریازی دارد. گیاهان این تیره در آب‌های معتدل و نیمه‌گرمسیری می‌رویند و بیشترین تنوع آن‌ها در پیرامون کره و ژاپن دیده می‌شود. تعداد گونه‌ها:                                                                   | تیره نواریان که به آن‌ها تیره علف دریایی نیز گفته می‌شود دو سرده و ۱۴ گونه دریازی دارد. گیاهان این تیره در آب‌های معتدل و نیمه‌گرمسیری می‌رویند و بیشترین تنوع آن‌ها در پیرامون کره و ژاپن دیده می‌شود. تعداد گونه‌ها:                                                                   |
| نواریان Zosteraceae             | | علف خیزاب Phyllospadix | ۶ گونه |
| نواریان Zosteraceae             | | نواری Zostera | ۱۶ گونه |
| تخت‌قورباغه‌ایان Hydrocharitaceae | تیره تخت‌قورباغه‌ایان شامل علف برکه و چتر قورباغه می‌شود. در این تیره هم گیاهان آبزی دریایی و آب شیرین جای دارند، هرچند از هفده گونه‌ای که هم‌اینک در این تیره شناسایی شده‌اند تنها سه گونه دریازی هستند. تخت‌قورباغه‌ایان در سراسر جهان می‌رویند اما بیشتر در مناطق گرمسیری دیده می‌شوند. | تیره تخت‌قورباغه‌ایان شامل علف برکه و چتر قورباغه می‌شود. در این تیره هم گیاهان آبزی دریایی و آب شیرین جای دارند، هرچند از هفده گونه‌ای که هم‌اینک در این تیره شناسایی شده‌اند تنها سه گونه دریازی هستند. تخت‌قورباغه‌ایان در سراسر جهان می‌رویند اما بیشتر در مناطق گرمسیری دیده می‌شوند. | تیره تخت‌قورباغه‌ایان شامل علف برکه و چتر قورباغه می‌شود. در این تیره هم گیاهان آبزی دریایی و آب شیرین جای دارند، هرچند از هفده گونه‌ای که هم‌اینک در این تیره شناسایی شده‌اند تنها سه گونه دریازی هستند. تخت‌قورباغه‌ایان در سراسر جهان می‌رویند اما بیشتر در مناطق گرمسیری دیده می‌شوند. |
| تخت‌قورباغه‌ایان Hydrocharitaceae | | علف تسمه Enhalus | ۱ گونه |
| تخت‌قورباغه‌ایان Hydrocharitaceae | | علف بادبزنی دریایی Halophila | ۱۹ گونه |
| تخت‌قورباغه‌ایان Hydrocharitaceae | | علف کاردک Thalassia | ۲ گونه |
| درازبرگان Posidoniaceae         | تیره درازبرگان حاوی تنها یک سرده است که دو تا ۹ گونه دریایی دارد. گونه‌های این تیره در دریای مدیترانه و پیرامون ساحل جنوبی استرالیا یافت می‌شوند. | تیره درازبرگان حاوی تنها یک سرده است که دو تا ۹ گونه دریایی دارد. گونه‌های این تیره در دریای مدیترانه و پیرامون ساحل جنوبی استرالیا یافت می‌شوند. | تیره درازبرگان حاوی تنها یک سرده است که دو تا ۹ گونه دریایی دارد. گونه‌های این تیره در دریای مدیترانه و پیرامون ساحل جنوبی استرالیا یافت می‌شوند. |
| درازبرگان Posidoniaceae         | | درازبرگ Posidonia | ۲ تا ۹ گونه |
| گاودریایی‌علفان Cymodoceaceae    | گاودریایی‌علفان تیره‌ای است که تنها گونه‌های دریازی دارد. برخی از آرایه‌شناسان این تیره را به‌رسمیت نمی‌شناسند. | گاودریایی‌علفان تیره‌ای است که تنها گونه‌های دریازی دارد. برخی از آرایه‌شناسان این تیره را به‌رسمیت نمی‌شناسند. | گاودریایی‌علفان تیره‌ای است که تنها گونه‌های دریازی دارد. برخی از آرایه‌شناسان این تیره را به‌رسمیت نمی‌شناسند. |
| گاودریایی‌علفان Cymodoceaceae    | | علف سیم Amphibolis | ۲ گونه |
| گاودریایی‌علفان Cymodoceaceae    | | علف گاو دریایی Cymodocea | ۴ گونه |
| گاودریایی‌علفان Cymodoceaceae    | | علف تُنُک Halodule | ۶ گونه |
| گاودریایی‌علفان Cymodoceaceae    | | علف پابلند Syringodium | ۲ گونه |
| گاودریایی‌علفان Cymodoceaceae    | | علف نوارچسبی Thalassodendron | ۳ گونه |
| مجموع گونه‌ها: ۵۸ گونه           | | | |